# Дриново
Дри́ново (болг. Дриново) — село в Тирговиштській області Болгарії. Входить до складу общини Попово.

## Населення
За даними перепису населення 2011 року у селі проживали 459 осіб.
Національний склад населення села:
| Національність   | Кількість осіб | Відсоток |
| ---------------- | -------------- | -------- |
| болгари          | 384            | 92,1%    |
| турки            | 14             | 3,4%     |
| цигани           | 4              | 1,0%     |
| інша             | 3              | 0,7%     |
| не визначились   | 12             | 2,9%     |
| Всього відповіли | 417            |          |

Розподіл населення за віком у 2011 році:
Динаміка населення: